# Davi Cortes da Silva
Davi Cortes da Silva (19 de novembre de 1963) és un futbolista brasiler.

## Selecció del Brasil
Va formar part de l'equip olímpic brasiler als Jocs Olímpics d'estiu de 1984.